# MCM3AP
MCM3AP‏ (Minichromosome maintenance complex component 3 associated protein) هوَ بروتين يُشَفر بواسطة جين MCM3AP في الإنسان.